# Néider Morantes
Néider Yesid Morantes Londoño (Medellín, 3 de agosto de 1975) es un exfutbolista colombiano que jugaba como centrocampista. Fue internacional con la selección colombiana, participando de tres Copa América.

## Carrera
Comenzó jugando en la Selección Antioquia, con la que fue campeón en todas las categorías, hasta que en el año 1994 dio el salto y empezó a jugar en uno de los clubs de su ciudad natal, el Atlético Nacional, en el que jugó durante dos etapas.En junio de 1997 fue su debut con la selección Colombia en la Copa América llevada a cabo en Bolivia, marcó dos goles enfrentando a Costa Rica en la segunda fecha del grupo en el que también se encontraban las selecciones nacionales de Brasil y México. Para agosto de ese mismo año sufriría una doble fractura de mandíbula mientras con la selección Colombia jugaban un partido amistoso ante Jamaica, esta lesión se debió a una patada en su rostro. Para el año 1998 se dio su regreso a las canchas donde fue protagonista en la extinta Copa Merconorte, torneo del que fue goleador y campeón con Atlético Nacional, que era dirigido en ese entonces por Gabriel Jaime Gómez. Durante el año 1999 volvería a salir campeón con "El Verdolaga", esta vez de la liga colombiana, venciendo al América de Cali en la definición desde el punto penal. Con el club Atlético Nacional Morantes festejó dos títulos de liga, una Copa Interamericana y una Copa Merconorte.
Morantes emigraría al fútbol Mexicano para vestir las camisetas de Atlante e Irapuato; sin embargo, su estadía internacional en México no duraría demasiado ya que para el torneo apertura del año 2002 regresó a Colombia como refuerzo del Once Caldas, allí tendría como compañeros a jugadores como Léider Preciado y Jhon Viáfara, siendo dirigidos por Javier Álvarez Arteaga. A pesar de haber llegado en un muy buen nivel, sufre una lesión de peroné en su pierna derecha que lo alejó de las canchas por varios meses, esto lo llevaría a salir prematuramente de "El Blanco Blanco". Más adelante tendría un paso fugaz por Atlético Nacional y Deportivo Pereira, antes de vincularse totalmente con el Atlético Bucaramanga y jugar el torneo finalización del 2003, jugando 13 partidos y anotando 2 goles.
Llegaría el año 2004 y Morantes se uniría al Independiente Medellín, el antioqueño fue contratado junto a Rafael Castillo, ambos provenientes del Atlético Bucaramanga. En el DIM Néider Morantes sería gran figura y capitán, llegando a la final del Torneo Apertura enfrentando a su rival de patio Atlético Nacional y donde "El Rojo de la Montaña" comandados por el director técnico Pedro Sarmiento levantarían el trofeo de campeones. En junio de 2005 se uniría por seis meses al Barcelona de Ecuador, luego volvería a jugar en Independiente Medellín, donde se reencontró con su antiguo técnico del Once Caldas, el profesor Javier Álvarez. En 2007 sería desvinculado del DIM.
En 2008 y con 33 años ficharía con Envigado FC que recién había ascendido a la primera división del futbol profesional colombiano, justamente en ese año compartiría plantel con jugadores promesas como James Rodríguez, Juan Fernando Quintero y Giovanni Moreno, entre otros. En el combinado naranja se convertiría en un referente y pieza fundamental para el grupo de jugadores y cuerpo técnico teniendo una gran campaña y años más tarde logrando clasificar a la Copa Sudamericana 2012. El 2 de noviembre de 2011 a sus 36 años de edad y luego de 17 temporadas en el profesionalismo, Morantes consolidaría una fecha inolvidable porque en aquella jornada "el mago" celebró frente al Deportivo Cali la cifra de 100 goles en el futbol colombiano. "Convertir goles siempre es bueno y llegar a los 100 genera satisfacción, pero lo más importante es que Envigado ganó, jugó bien, fue capaz de mantener el resultado con un hombre menos y se quedó con los tres puntos ante el Cali", manifestó Morantes. A pesar de querer continuar en el equipo, por diferencias económicas no logró seguir en Envigado, incluso cuando él quería retirarse allí y trabajar con las divisiones inferiores o cantera; por lo que ante esto, ficharía con el América de Cali, donde jugó en la segunda división entre 2015 y 2016. En el segundo semestre de 2016 llegó al Boyacá Chicó, siendo este su último equipo como futbolista profesional; una lesión lo obligó a dejar el fútbol tras sólo cuatro partidos. A sus 42 años y luego de 22 temporadas se retira oficialmente de las canchas.

## Selección Colombiana
Con la Selección Colombiana ha jugado 1 partido (1 gol) en los Centroamericanos 1993, 2 partidos en el Sudamericano Sub-20 de 1995, 4 partidos de eliminatoria y 9 partidos (3 goles) en Copa América 1997-99-04, además de 9 partidos amistosos con 2 goles.

### Participaciones enCopas América
| Torneo                 | Sede                   | Resultado              | PJ | GA | Asis |
| ---------------------- | ---------------------- | ---------------------- | -- | -- | ---- |
| Copa América 1997      | Bolivia                | Cuartos de final       | 4  | 2  | 1    |
| Copa América 1999      | Paraguay               | Cuartos de final       | 2  | 1  | 1    |
| Copa América 2004      | Perú                   | Cuarto lugar           | 3  | 0  | 0    |
| Total en Copas América | Total en Copas América | Total en Copas América | 9  | 3  | 2    |

### Participaciones enEliminatorias al Mundial
| Eliminatoria                                | Sede del Mundial       | Posición               | Resultado   | PJ | GA | Asis |
| ------------------------------------------- | ---------------------- | ---------------------- | ----------- | -- | -- | ---- |
| Eliminatorias Mundial de Francia 1998       | Francia                | 3°lugar 28pts          | Clasificado | 1  | 0  | 0    |
| Eliminatorias Mundial de Corea y Japón 2002 | Corea del Sur y Japón  | 6°lugar 27pts          | Eliminado   | 3  | 0  | 0    |
| Total en Eliminatorias                      | Total en Eliminatorias | Total en Eliminatorias | 1/2         | 4  | 0  | 0    |

### Goles internacionales
| # | Fecha      | Lugar                                        | Rival      | Gol | Resultado | Competición       |
| - | ---------- | -------------------------------------------- | ---------- | --- | --------- | ----------------- |
| 1 | 16-6-1997  | Ramón Tahuichi Aguilera, Santa Cruz, Bolivia | Costa Rica | 1-0 | 4-1       | Copa América 1997 |
| 2 | 16-6-1997  | Ramón Tahuichi Aguilera, Santa Cruz, Bolivia | Costa Rica | 2-0 | 4-1       | Copa América 1997 |
| 3 | 15-04-1999 | Caracas                                      | Venezuela  | 0-1 | 1-1       | Partido Amistoso  |
| 4 | 7-7-1999   | Feliciano Cáceres, Luque, Paraguay           | Ecuador    | 1-0 | 2-1       | Copa América 1999 |

## Estadísticas
Actualizado hasta el final de su carrera según referencias: 

### Clubes
| Club                              | Div.                | Temporada           | Liga  | Liga  | Copas | Copas | Internacional | Internacional | Total | Total |
| Club                              | Div.                | Temporada           | Part. | Goles | Part. | Goles | Part.         | Goles         | Part. | Goles |
| --------------------------------- | ------------------- | ------------------- | ----- | ----- | ----- | ----- | ------------- | ------------- | ----- | ----- |
| Atlético Nacional · Colombia      | 1ª                  | 1994                | 1     | 0     | -     | -     | -             | -             | 1     | 0     |
| Atlético Nacional · Colombia      | 1ª                  | 1995                | 16    | 0     | -     | -     | 3             | 0             | 19    | 0     |
| Atlético Nacional · Colombia      | 1ª                  | 1995-96             | 0     | 0     | -     | -     | 3             | 0             | 3     | 0     |
| Atlético Nacional · Colombia      | 1ª                  | 1996-97             | 15    | 9     | -     | -     | 1             | 0             | 16    | 9     |
| Atlético Nacional · Colombia      | 1ª                  | 1998                | 22    | 0     | -     | -     | -             | -             | 22    | 0     |
| Atlético Nacional · Colombia      | 1ª                  | 1999                | 11    | 0     | -     | -     | 6             | 5             | 17    | 5     |
| Atlético Nacional · Colombia      | 1ª                  | 2000                | 14    | 2     | -     | -     | 6             | 2             | 20    | 4     |
| Atlético Nacional · Colombia      | 1ª                  | 2002-F              | 17    | 2     | -     | -     | 6             | 1             | 23    | 3     |
| Atlético Nacional · Colombia      | 1ª                  | 2003-A              | 13    | 1     | -     | -     | -             | -             | 13    | 1     |
| Atlético Nacional · Colombia      | Total               | Total               | 109   | 14    | 0     | 0     | 25            | 8             | 148   | 22    |
| Atlante · México                  | 1ª                  | 2000-01             | 25    | 2     | -     | -     | 2             | 0             | 27    | 2     |
| Atlante · México                  | Total               | Total               | 25    | 2     | 0     | 0     | 2             | 0             | 27    | 2     |
| Irapuato · México                 | 1ª                  | 2001                | 2     | 0     | -     | -     | -             | -             | 2     | 0     |
| Irapuato · México                 | Total               | Total               | 2     | 0     | 0     | 0     | 0             | 0             | 2     | 0     |
| Once Caldas · Colombia            | 1ª                  | 2002-A              | 4     | 0     | -     | -     | 4             | 1             | 8     | 1     |
| Once Caldas · Colombia            | Total               | Total               | 4     | 0     | 0     | 0     | 4             | 1             | 8     | 1     |
| Atlético Bucaramanga · Colombia   | 1ª                  | 2003-F              | 13    | 2     | -     | -     | -             | -             | 13    | 2     |
| Atlético Bucaramanga · Colombia   | Total               | Total               | 13    | 2     | 0     | 0     | 0             | 0             | 13    | 2     |
| Independiente Medellín · Colombia | 1ª                  | 2004                | 43    | 11    | -     | -     | -             | -             | 43    | 11    |
| Independiente Medellín · Colombia | 1ª                  | 2005-A              | 0     | 0     | -     | -     | 7             | 1             | 7     | 1     |
| Independiente Medellín · Colombia | 1ª                  | 2006-F              | 18    | 3     | -     | -     | 2             | 0             | 20    | 3     |
| Independiente Medellín · Colombia | 1ª                  | 2007                | 21    | 3     | -     | -     | -             | -             | 21    | 3     |
| Independiente Medellín · Colombia | Total               | Total               | 82    | 17    | 0     | 0     | 9             | 1             | 91    | 18    |
| Barcelona SC · Ecuador            | 1ª                  | 2005-C              | 21    | 7     | -     | -     | -             | -             | 21    | 7     |
| Barcelona SC · Ecuador            | 1ª                  | 2006-A              | 2     | 0     | -     | -     | -             | -             | 2     | 0     |
| Barcelona SC · Ecuador            | Total               | Total               | 23    | 7     | 0     | 0     | 0             | 0             | 23    | 7     |
| Envigado FC · Colombia            | 1ª                  | 2008                | 32    | 8     | -     | -     | -             | -             | 32    | 8     |
| Envigado FC · Colombia            | 1ª                  | 2009                | 35    | 13    | -     | -     | -             | -             | 35    | 13    |
| Envigado FC · Colombia            | 1ª                  | 2010                | 30    | 9     | 2     | 0     | -             | -             | 32    | 9     |
| Envigado FC · Colombia            | 1ª                  | 2011                | 27    | 14    | -     | -     | -             | -             | 27    | 14    |
| Envigado FC · Colombia            | 1ª                  | 2012                | 28    | 5     | 2     | 0     | 1             | 0             | 31    | 5     |
| Envigado FC · Colombia            | 1ª                  | 2013                | 30    | 10    | -     | -     | -             | -             | 30    | 10    |
| Envigado FC · Colombia            | 1ª                  | 2014                | 27    | 6     | 2     | 0     | -             | -             | 29    | 6     |
| Envigado FC · Colombia            | Total               | Total               | 213   | 65    | 6     | 0     | 1             | 0             | 220   | 71    |
| América de Cali · Colombia        | 2ª                  | 2015                | 33    | 3     | 3     | 1     | -             | -             | 36    | 4     |
| América de Cali · Colombia        | 2ª                  | 2016-A              | 9     | 0     | 4     | 1     | -             | -             | 13    | 1     |
| América de Cali · Colombia        | Total               | Total               | 42    | 3     | 7     | 2     | 0             | 0             | 49    | 5     |
| Boyacá Chicó · Colombia           | 1ª                  | 2016-F              | 4     | 0     | -     | -     | -             | -             | 4     | 0     |
| Boyacá Chicó · Colombia           | Total               | Total               | 4     | 0     | 0     | 0     | 0             | 0             | 4     | 0     |
| Total en su carrera               | Total en su carrera | Total en su carrera | 517   | 110   | 13    | 2     | 41            | 10            | 571   | 122   |

### Selección
| Selección                | Año                      | Partidos | Goles |
| ------------------------ | ------------------------ | -------- | ----- |
| Colombia Mayores         | 1997                     | 6        | 2     |
| Colombia Mayores         | 1998                     | 1        | 0     |
| Colombia Mayores         | 1999                     | 7        | 3     |
| Colombia Mayores         | 2000                     | 2        | 0     |
| Colombia Mayores         | 2001                     | 2        | 0     |
| Colombia Mayores         | 2004                     | 3        | 0     |
| Total Selección Colombia | Total Selección Colombia | 21       | 5     |

## Palmarés

### Campeonatos nacionales
| Título                | Club                   | País     | Año  |
| --------------------- | ---------------------- | -------- | ---- |
| Campeonato colombiano | Atlético Nacional      | Colombia | 1994 |
| Campeonato colombiano | Atlético Nacional      | Colombia | 1999 |
| Torneo Apertura       | Independiente Medellín | Colombia | 2004 |

### Campeonatos internacionales
| Título              | Club              | Sede     | Año  |
| ------------------- | ----------------- | -------- | ---- |
| Copa Interamericana | Atlético Nacional | San José | 1997 |
| Copa Merconorte     | Atlético Nacional | Cali     | 1998 |